# Bertha Solomon
Bertha Solomon (1er janvier 1892 - 22 juillet 1969) est une avocate et femme politique sud-africaine et l'une des premières défenseures des droits des femmes du pays,.

## Biographie

### Enfance et éducation
Solomon est née à Minsk le 1er janvier 1892. À quatre ans, elle et sa sœur aînée sont emmenées par leur mère, Sonia Schwartz, pour rejoindre leur père, un pionnier sioniste nommé Idel Schwarz, en Afrique du Sud.
En 1911, elle obtient une licence en lettres classiques à l'Anglican Diocesan College, puis une maîtrise au South African College. Elle enseigne ensuite le latin à la Milburn House School for Girls au Cap, où elle rencontre son mari Charles Solomon. Ils s'installent à Johannesburg et ont deux enfants. 

### Carrière
Bertha Solomon commence à étudier le droit et est  la deuxième femme sud-africaine à être admise au barreau de Johannesburg. Bertha Solomon est l'une des premières à défendre les droits des femmes en Afrique du Sud et contribue à l'obtention du droit de vote pour les femmes, qui est adopté en 1930. En 1933, elle se présente et est élue au Conseil provincial du Transvaal, où elle siège pendant cinq ans,. En 1938, elle est élue membre du Parlement du Parti uni, siège qu'elle occupe jusqu'à sa retraite en 1958. L'une de ses réalisations est  l'ouverture en 1949 d'un centre de loisirs, qui porte son nom et est  le premier du genre à Johannesburg.
Pendant une grande partie de son temps au parlement, elle défend  la loi sur les affaires matrimoniales qui est finalement adoptée en 1953 et est parfois appelée «Bertha's Bill», qui protége les droits des femmes à la propriété, au revenu et aux enfants,. Elle est  membre et dirigeante du Conseil national des femmes et fonde  l'armée de l'air auxiliaire des femmes sud-africaines pendant la Seconde Guerre mondiale.
Elle soutient l'Université hébraïque et se rend plusieurs fois en Israël. Elle se considère  comme une sioniste, et sa fille Joan épouse Michael Comay, ambassadeur d'Israël aux Nations Unies de 1960 à 1967.
Solomon décède  le 22 juillet 1969. De Villiers Graaff qualifie Salomon de "pionnier dans notre Parlement de l'outil pour supprimer les handicaps juridiques des femmes".

## Ouvrages
Time Remembered: L'histoire d'un combat . Le Cap : Timmins. 1968. (autobiographie)